# الراقص (نجم)
نجم الراقص ,

الراقص (μ Draconis) في كوكبة التنين.

أو ميو التنين بالإنكليزية Mu Draconis وله اسم تقليدي Alrakis مشتق من الاسم العربي وهو نجم في كوكبة التنين
الراقص نجم ثنائي ويبلغ القدر الظاهري له 5. 8 بينما لشريكه 4.92 ولون هذا الثنائي النجمي أبيض مصفر ويبعد عن الأرض 85 سنة ضوئية وكلاهما ينتمي إلى الفئة الطيفية F7V